# Dan Rafael
Dan Rafael est un journaliste et commentateur de boxe américain né le 25 août 1970 à Albany dans l'État de New York. 

## Carrière
Sa carrière débute en 1996 et il rejoint ESPN en 2005 en tant que journaliste spécialisé dans la boxe anglaise puis commentateur. En 2013, il reçoit le prix Nat Fleischer  pour son excellence en matière de journalisme en boxe par la Boxing Writers Association of America.